# 2006년 12월 13일 RTBF 속보 사건
2006년 12월 13일 RTBF 속보 사건은 벨기에의 RTBF 방송 채널 1(La Une)에서 거짓 소식을 보도한 사건이다.

## 요약

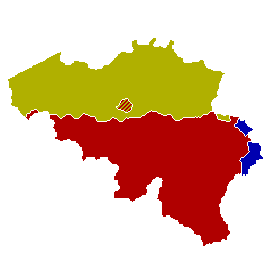
벨기에의 언어별 공동체
네덜란드어 (노란색)
프랑스어 (빨간색)
브뤼셀 (네덜란드어와 프랑스어가 공존)(노란색과 빨간색)
독일어 (파란색)

문제의 보도는 RTBF 채널 1에서 시청자들로 하여금 벨기에의 미래에 대한 논란을 가중시켰고 1830년 벨기에 독립 이후의 역사를 다룬 다큐멘터리 프로그램 《나, 벨기에 (Moi, Belgique)》를 계속 이어나가려는 목적이었다.
12월 13일 오후 8시 21분 《RTBF 채널 1에 묻는다 (Questions à la Une de la RTBF)》가 방영되던 중에 "플랑드르가 일방적으로 독립을 선언했다. 이 소식을 들은 알베르 2세 벨기에 국왕 부부는 콩고 민주 공화국의 킨샤사로 탈출하였으며 각 지역의 경계선마다 바리케이트가 세워졌다"고 보도했다. 또 벨기에 의회 의장 헤르만 드 크로, 가수 악셀르 레드 및 시민들의 반응을 인터뷰하여 내보내기도 했다. 이 보도는 수정 방송이 나온 다음날 1시 30분경까지 벨기에의 각 지역에서 문제의 프로그램에서 진위 여부를 놓고 격렬한 논쟁의 대상이 되었다.
보도가 나오기 시작한 지 약 30분 정도 지난 후 RTBF는 "지금 방송되는 내용은 픽션입니다."("Ceci est une fiction")라는 프랑스어 자막을 계속 내보냈다.

## 반응

### 벨기에 국민
벨기에 국민 대부분은 이 보도가 거짓이라는 것을 눈치채지 못했으며 "이것은 픽션입니다"라는 자막이 나갔음에도 불구하고 약 6% 정도의 시청자들이 방송 마지막까지 이것이 사실이라고 믿고 있었다. RTBF에는 곧 문의 전화가 쇄도했으며 웹사이트 게시판은 평소보다 훨씬 많은 이용자가 찾았다. 처음 보도를 접했을 당시 시청자들이 느낀 경악은 이 보도가 거짓이었다는 걸 알게 된 후 분노로 바뀌었으며 다음날까지 항의가 쇄도했다. 다음날 조간 신문에는 RTBF의 행동에 대한 비난 혹은 옹호 기사들이 실렸다.

### 벨기에 왕실
벨기에 왕실은 기자회견을 통해 다음과 같이 발표했다: "TV 프로그램이나 언론의 행동에 대해 논하는 것은 왕실의 역할이 아니나, 단지 많은 시청자들이 이 프로그램이 질 나쁜 거짓 보도의 특징을 갖고 있음을 눈치챘다는 걸 언급해 두겠다."

## 기타
- RTBF에 따르면 문제의 방송 프로그램은 514,800명이 시청했으며 시청률은 28.1%였다.
- 그 뒤에 이어진 특별 대담은 약 30만 명이 시청하였다.
- 프로그램 방영 당시 RTBF에 31,368회의 문의 전화가 걸려왔으며 문자 메시지는 21,338건이 접수되었다.